# RPC Cascavel
RPC Cascavel é uma emissora de televisão brasileira, com sede em Cascavel, estado do Paraná. Pertence ao Grupo Paranaense de Comunicação (GRPCom) e retransmite a programação da Rede Globo, bem como os programas da RPC, à qual pertence, como o Meio Dia Paraná, Boa Noite Paraná e outros programas gerados diretamente de Curitiba. Opera nos canais 10 VHF analógico e 32 UHF digital.

## História

### TV Carimã (1986-2000)
A TV Carimã foi fundada em 31 de maio de 1986 pelo empresário José Carlos Martinez, que já controlava a TV Paraná, de Curitiba, e a TV Tropical, de Londrina. Estas duas últimas eram estações pertencentes à Rede OM, que na época eram afiliadas a Rede Bandeirantes. 
A cidade já possuía uma emissora afiliada a Rede Bandeirantes (a TV Tarobá), então a TV Carimã alternava sua programação local com atrações da TV Cultura, de São Paulo, e da TV Record, à época pertencente a Paulo Machado de Carvalho e Silvio Santos. 
Em 1991, as emissoras integrantes da Rede OM trocaram de afiliação. Deixaram a Bandeirantes e passaram a transmitir o sinal da Rede Record, que havia sido vendida para o bispo Edir Macedo, em 1989. A TV Carimã que retransmitia parte da programação da Record, passou a retransmitir a programação da rede, em conjunto com as demais emissoras da OM no Paraná.
Em 1992, a Rede OM rompeu com a Record para se tornar uma nova rede de televisão nacional. A partir de então, a TV Carimã passou a ser sua afiliada.
Em 23 de maio de 1993, a Rede OM de Televisão passou a se chamar CNT (Central Nacional de Televisão).
Em meados de 1997, a TV Carimã foi comprada pela Rede Gospel, pertencente à Igreja Renascer em Cristo e rebatizada como TV Gospel. Após a compra, a nova direção deu início a um processo de enxugamento. Vários profissionais foram desligados e a programação local foi praticamente suspensa. No início do ano seguinte, os donos da Rede Gospel não pagaram a primeira prestação da venda e, por determinação judicial, a TV foi reintegrada à família Martinez. 

### Fim da TV Carimã / Venda para a RPC e afiliação à Globo (2000-presente)
Em 2000, a Rede Paranaense de Comunicação comprou a TV Carimã, que, em 1 de abril foi oficialmente extinta e deu lugar à TV Oeste. A emissora passou a ser afiliada a Rede Globo. Antes desta data, Cascavel e região recebiam o sinal da rede carioca através da TV Cataratas, sediada em Foz do Iguaçu. 
Cerca de um ano depois, a emissora começou a produzir os blocos locais do telejornal Paraná TV.
Em 2018, as duas edições do Paraná TV passam a se chamar, respectivamente, Meio Dia Paraná e Boa Noite Paraná, com o intuito de aproximar-se ainda mais do público. 

## Sinal digital
| Canal virtual | Canal digital | Resolução de tela | Programação                                   |
| ------------- | ------------- | ----------------- | --------------------------------------------- |
| 10.1          | 32 UHF        | 1080i             | Programação principal da RPC Cascavel / Globo |

Em novembro de 2011, a RPC Cascavel passou a transmitir em sinal digital. 
Em maio de 2014, o telejornalismo da RPC Cascavel passou a ser exibido em alta definição.
Transição para o sinal digital
Com base no decreto federal de transição das emissoras de TV brasileiras do sinal analógico para o digital, a RPC Cascavel, bem como as outras emissoras de Cascavel, cessou suas transmissões pelo canal 08 VHF em 28 de novembro de 2018, seguindo o cronograma oficial da ANATEL.

## Programas
Além de retransmitir a programação nacional da Globo e estadual da RPC, atualmente a emissora produz e exibe os seguintes programas:
- Meio Dia Paraná: Telejornal, com Raquel Moraes;
- Jornalismo RPC: Boletim informativo, durante a programação

Diversos outros programas compuseram a grade da emissora e foram descontinuados:
- Canta Paraná
- Mercado Livre
- Paraná TV

## Retransmissoras
| Cidade             | Analógico | Digital | Cidade           | Analógico | Digital | Cidade                  | Analógico | Digital | Cidade                   | Analógico | Digital           |
| ------------------ | --------- | ------- | ---------------- | --------- | ------- | ----------------------- | --------- | ------- | ------------------------ | --------- | ----------------- |
| Altamira do Paraná | 39        | -       | Anahy            | -         | 10 (32) | Assis Chateaubriand     | -         | 39 (41) | Boa Vista da Aparecida   | 07        | 07(27)            |
| Cafelândia         | 46        | 10 (32) | Campina da Lagoa | 39        | -       | Campo Bonito            | -         | 10 (32) | Capitão Leônidas Marques | 39        | -                 |
| Catanduvas         | 11        | -       | Céu Azul         | 11        | 10 (32) | Corbélia                | -         | 10 (32) | Formosa do Oeste         | 46        | 10 (32)           |
| Francisco Alves    | -         | 12 (29) | Guaíra           | 02        | 42 (42) | Guaraniaçu              | 39        | -       | Ibema                    | -         | 10 (32)           |
| Iguatu             | -         | 10 (32) | Lindoeste        | -         | 10 (32) | Marechal Cândido Rondon | -         | 08 (32) | Maripá                   | -         | 12 (29)           |
| Mercedes           | -         | 42 (42) | Nova Aurora      | 46        | 29 (29) | Nova Santa Rosa         | 08        | 08 (32) | Palotina                 | 12        | 12 (29)           |
| Pato Bragado       | -         | 08 (32) | Quatro Pontes    | 08        | 08 (32) | São José das Palmeiras  | -         | 08 (32) | Terra Roxa               | -         | 42 (42)           |
| Toledo             | -         | 47 (35) | Tupãssi          | -         | 29 (29) | Ubiratã                 | 35        | 10 (32) | Vera Cruz do Oeste       | -         | 10 (32) / 47 (35) |